# Nana Buluku Coronae
Nana Buluku Coronae est une corona, formation géologique en forme de couronne, située sur la planète Vénus par 39,4° N et 14° E. Elle est localisée dans le quadrangle de Bereghinya Planitia. Elle a été nommée en référence à Nana Bulukue, divinité créatrice du monde dahoméen, mâle et femelle. 

## Géographie et géologie
Nana Buluku Coronae couvre une surface circulaire d'environ 230 km de diamètre. 